# 戰術燈

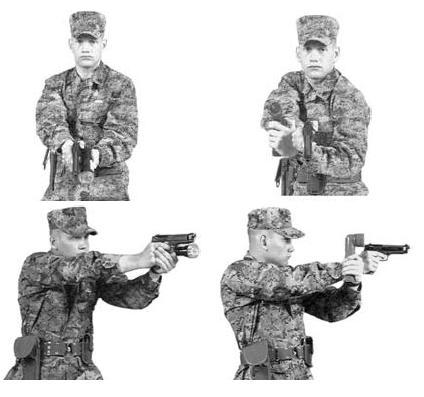
使用手槍與兩種不同手電筒時分別用於警戒（Alert，圖上）和預備（Ready，圖下）的姿態，出自MCRP 3-01B第10節。

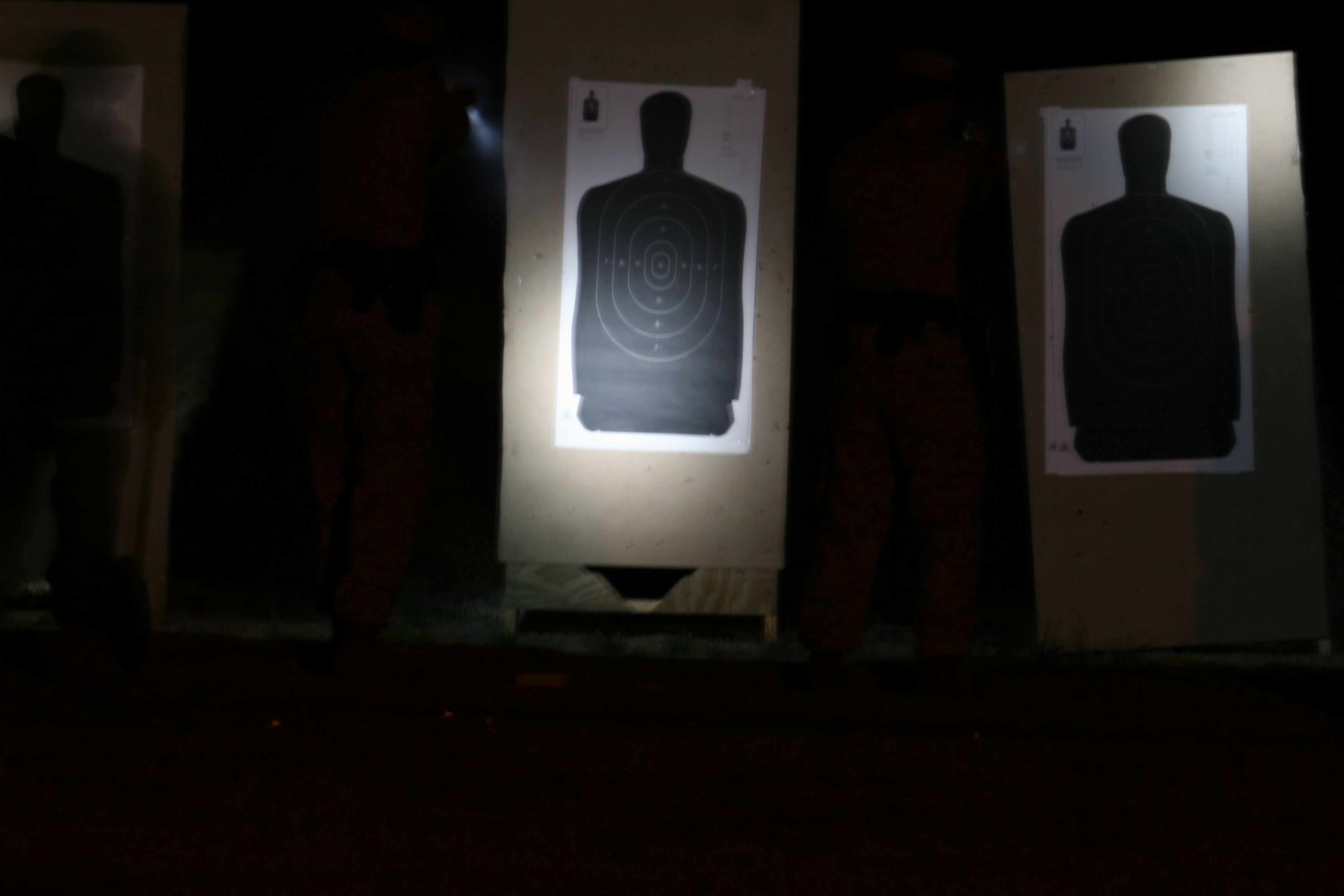
戰術燈光和在光亮度低的環境中的靶紙。

戰術燈（英語：Tactical light）是一款與槍械一併使用的手電筒，以協助使用者在光亮度低的環境以下識別目標，讓射手、執法人員或士兵以武器瞄準的同時照亮目標。戰術燈既可手持亦可安裝在武器以上，光源與槍膛相互平行。戰術燈也起到非致命性武力的作用，用以讓目標暫時失明和迷失方向感；或是在警察使用一號（D）乾電池的大型金屬製Maglite的情況下，可將其手電筒充當警棍使用。與戰術燈特別相關的功能包括耐衝擊性、可靠性、輕質結構和強大而持久的电池以及光線強度。戰術燈可以裝上可選用的過濾器以產生彩色光（例如，紅燈，以保護使用者的夜視鏡），或是只發出紅外輻射的燈頭並用以搭配夜視鏡。瞄準雷射功能也可被添加到安裝在武器的戰術燈以上。
德國聯邦國防軍在HK G36以上配用的戰術燈是LLM01。

## 手持燈
由於長管槍械，包括步枪、散彈槍和轻机枪都需要雙手操作，手持燈通常只能與手枪一同使用。儘管任何的手持式手電筒都可以運用適當的技巧發揮出如戰術燈般的作用，可還是有一部份型號的功能能夠更輕易地符合其用途。由於手電筒需要可靠耐用，所以執法人員和士兵通常會使用那些專門化而且價格更為高昂的戰術燈，而非廉價的消費者級手電筒。一些生產商會出售專門化設計、用作手持式戰術燈的手電筒。搭配手持燈射擊的警察培訓課程至少可以追溯到1930年代。
在使用手持燈作為戰術光源時，需要一隻手握住手槍，而另一隻手握燈。有多種姿勢可以用來讓光線與手槍保持平行並且提供相互支撐，或是將燈保持在身體的其中一側，用作潛在的突襲者虛假目標的誘餌。由於武器和燈並無互相連接，燈光可無需將武器指向可能包含或可能不包含目標的區域以下，用於照亮特定的區域。如果檢測到目標，手槍可以很快地與燈光排成一行以指向被燈光覆蓋著的目標。
以這種方式使用的手電筒在搭配著手槍一起使用時可易於使用。有些型號具有細小的機身和設計用來穿戴在手指以上的指環，可在雙手緊握著手槍時使用燈光以上，這時以手指在拉環上拉後以控制電源開關。另外還可使用更傳統的型號。一些手電筒具有瞬時開關，可藉由釋放按鈕上的手指壓力以便快速關閉燈光。另一個有用的功能是可以將掛繩固定在燈以上，讓燈可牢固地在緊握住使用者的手上；如果持燈的手有所需要（例如更換彈匣），這可以放下光線並且快速復位。
警方經常使用大型手電筒，比如經典的、以一號（D）乾電池供電的Maglite，具有堅固的金屬製件，如果用法正確，它可以兼作警棍和戰術燈。這時手電筒握在弱手中，而拇指伸過手電筒的尾部。這樣可讓燈快速反手，然後握著燈的後端向前使力揮動，以打擊目標或阻擋著敵方的打擊。然後強手可以用以拔出其佩槍，並將兩手成背靠背的姿勢，以便在射擊姿勢提供支撐和照明。較小型的戰術燈通常會在包覆燈頭的鏡片周圍具有金屬製王冠狀造型突起物，在人員遭遇格鬥而充當武器用以錘擊時可發揮類似手指虎的打擊效果，也可在緊急時用作的玻璃擊破器。

## 安裝在武器以上的燈

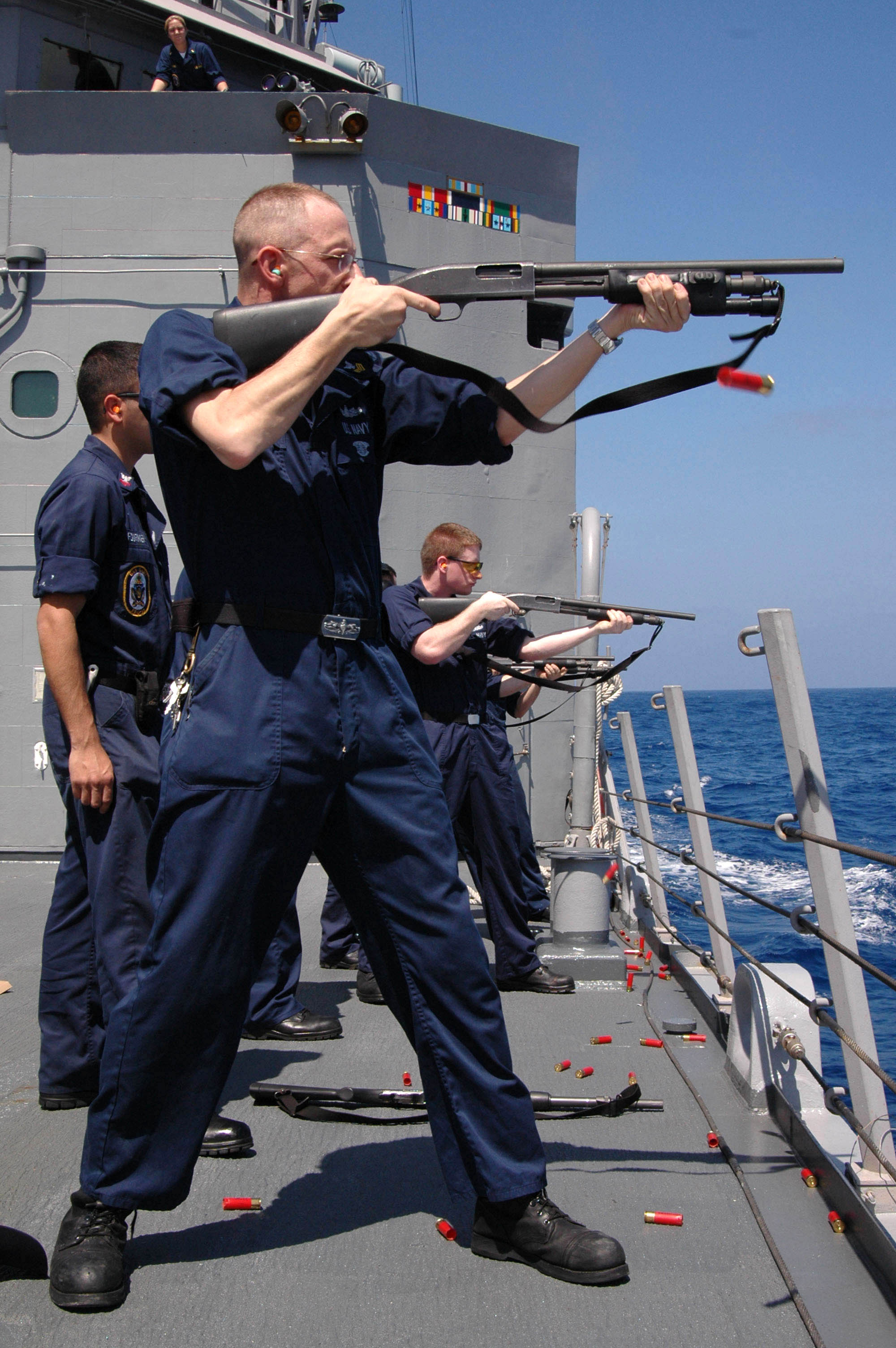
使用一枝前護木整合了戰術燈的莫斯伯格590防暴型霰彈槍射擊的一名美國海軍水手。

手持式手電筒於約1900年面世，分為乾電池和白熾燈。早期型的燈泡往往過於脆弱，無法在槍械的後座力的加速度以下倖免。1912年，美國頒布一項专利，一款於左輪手槍以上用作槍械演示的夜間瞄準具，將燈泡安裝在槍管以下的減震器當中，而握把亦經修改用以容納電池和裝上壓力開關。
安裝在武器以上的燈（有時又被稱為“槍燈”）可用以免提下使用，讓使用者可以自由地運用其雙手以控制武器。比如使用步槍時，一般情況都需要一雙手才能使用該類武器。大多數槍燈型號都將其開關安裝在短電線以上。然後將開關安裝在該槍以上與射手的手指近在咫尺的某個位置（比如護木）以便手指觸及。安裝在武器以上的燈最常見用於步槍、霰彈槍和冲锋枪，可最近裝在手枪以上的小型戰術燈也變得越來越常見。這些燈通常都比手持燈更為昂貴，因為它們必須堅固得足以承受槍械的後座力，而專用的安裝硬件也會增加其價格。安裝在武器以上的燈的一個缺點是它始終與槍膛保持瞄準平行，所以照亮某樣事物也意味著它被武器所指著了。因此，根據某些交戰規則，安裝在武器以上的燈可能適得其反。
過去安裝在武器以上的燈是特定型號裝在特定的槍械型號以上，而且至今在某種程度上仍然如此；例如，SureFire生產的專用燈取代了雷明登870、莫斯伯格500、伯奈利M3 Super 90等霰彈槍，HK MP5冲锋枪和M4卡賓槍的前護木。另一方面，許多現代化的槍械都整合了皮卡汀尼導軌系統，可用以附接任何尺寸適合並可被皮卡汀尼系統兼容的戰術附件。其他的安裝系統是簡單的夾具，設計用於將大多數圓柱形燈安裝於大多數槍械以上並與槍管平行。只要目標並無裝備夜視鏡，將紅外燈與夜視鏡搭配使用可以減低對暴露使用者位置的擔憂。這也減低了部分裝備了可见光戰術燈而且有本事的戰術燈使用者可用以暫時擾亂目標的夜視鏡的相關風險。對於警方特種武器和戰術部隊而言，遠程武器燈與特長射程一直是個問題。一些戰術武器照明公司——比如Extreme Beam為例——已經能夠生產出緊湊輕巧的職務槍燈，特種警察能夠將這些槍燈裝上他倆的現代化型號武器，使他倆的夜間射程延伸至超過300米（超過325碼）。這使得警官可使犯罪嫌疑者置於失明狀態，保護警官免受檢測，從而以非致命性武力更好地解決局勢。

## 照明功能
由於戰術燈旨在用於可能會使用致命武力的情況，因此其可靠性非常重要。

### 電池

斯泰爾AUG A3突击步枪以上裝掛的戰術燈。

由於一次性锂电池保質期長、比能量高以及電池會在壽命期間逐漸電壓衰減，通常成為戰術燈所配用的電源。鹼性電池也具有保質期適中與初始成本較低的優點。可在需要高昂電流消耗的強烈燈光以下，鹼性電池的內部电阻較高會導致其有效容量下降。隨著放電速率的增加，其內阻會浪費了大部分的電池能量。而相對地鋰電池的內部電阻較低，因此當需要相對於額定容量的高放電率時，鋰電池通常才是首選的電池。而且鋰電池在寒冷天氣以下也會比鹼性電池有著更為良好的供電性能。高質量鋰電池也比鹼電池更為不容易洩漏其電解液。
可充電電池，比如镍氢电池和鎳鎘電池，對於使用量大的照明槍燈而言是經濟的選擇。但兩者都比鹼性電池和鋰電池更快出現容量流失，這限制了可充電電池在頻繁使用中的運用。而使用锂离子电池或低自放電型鎳氫電池，可延長用於戰術燈的可充電電池的保質期。多款新型戰術燈包含以USB電纜充電的能力。

### 燈泡
戰術燈根據所需的光輸出和電池壽命來選擇燈泡。通常都是使用高性能燈泡，比如氙氣燈泡或大功率LED燈。由於後者的能源效率，LED可提供最長的電池壽命，而2000年代的技術亦大大增加了LED的光輸出。曾經，氙氣燈泡提供最亮的光源，但最近的大功率LED比類似的氙氣白熾燈更光亮更高效。最重要的是，LED燈泡由於其內部構造，能夠避免因槍械開火時的後座力而造成燈絲斷裂的現象。近來在高勒克斯，大效率的白光LED已經引發用以生產更明亮而且更節能的戰術燈的風潮。

### 照明類型

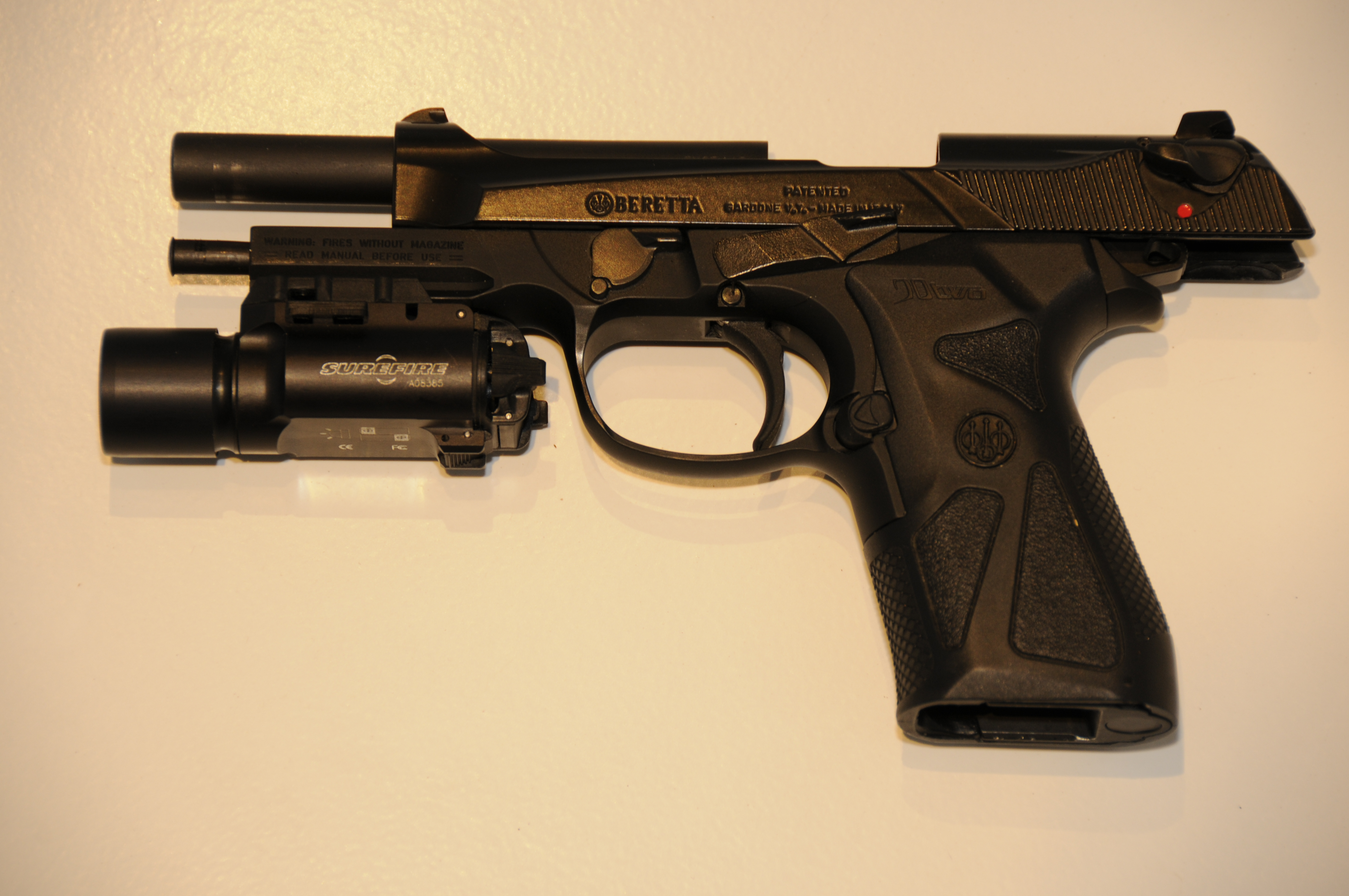
貝瑞塔90two半自動手枪槍管下方裝掛的微型戰術燈。

戰術燈可以配備透鏡以發出某種顏色，彩色燈或濾鏡提供了可用於不同用途的靈活性。紅燈對執法機關人員而言是保護夜視鏡時最好的燈種，因為它們對眼睛中的视杆细胞的影響最小，而藍光則可為檢測血液提供高對比度。只有藉由配備夜視鏡才能看到紅外光譜中的光線，使操作者清晰可見，同時減少並無配備夜視鏡的人員的視野。有一部份的戰術燈型號與雷射瞄準器結合，成為多功能組件，能夠提供在光亮度低的環境中中瞄準、照明或是兩者兼備。

## 外部連結
- （英文）—Fight with Light
- （英文）—List Of The Best Tactical Flashlights （页面存档备份，存于）